# Copa de França de ciclisme
La Copa de França de ciclisme (en francès Coupe de France de cyclisme sur route) és una prova ciclista creada el 1992 que guanyà el ciclista que obté més punts durant la temporada en una quinzena de proves puntuables. Sols poden sumar punts els ciclistes francesos o els estrangers que tenen contracte amb un equip francès.

## Sistema de puntuació
S'aplica el següent sistema de puntuació a cadascuna de les curses:
| Posició a la prova | 1  | 2  | 3  | 4  | 5  | 6  | 7  | 8  | 9  | 10 | 11 | 12 | 13 | 14 | 15 |
| Punts              | 50 | 35 | 25 | 20 | 18 | 16 | 14 | 12 | 10 | 8  | 6  | 5  | 3  | 3  | 3  |

El sistema de puntuació pels equips és el següent:
| Posició a la prova | 1  | 2 | 3 | 4 | 5 | 6 | 7 | 8 | 9 | 10 |
| Punts              | 12 | 9 | 8 | 7 | 6 | 5 | 4 | 3 | 2 | 1  |

## Palmarès
| Any  | Vencedor             | Punts | Segon               | Punts | Tercer              | Punts | Millor equip                 |
| ---- | -------------------- | ----- | ------------------- | ----- | ------------------- | ----- | ---------------------------- |
| 1992 | Jean Cyril Robin     | 115   | Bruno Cornillet     | 80    | Laurent Desbiens    | 78    | Z                            |
| 1993 | Thierry Claveyrolat  | 210   | François Simon      | 105   | Eddy Seigneur       | 104   | Gan                          |
| 1994 | Ronan Pensec         | 130   | Richard Virenque    | 117   | Laurent Brochard    | 101   | Castorama                    |
| 1995 | Armand de las Cuevas | 68    | Richard Virenque    | 67    | Christophe Mengin   | 65    | Gan                          |
| 1996 | Stéphane Heulot      | 140   | Laurent Jalabert    | 116   | Nicolas Jalabert    | 89    | Gan                          |
| 1997 | Nicolas Jalabert     | 173   | Laurent Roux        | 126   | Richard Virenque    | 73    | Française des Jeux           |
| 1998 | Pascal Lino          | 154   | Pascal Hervé        | 122   | Laurent Desbiens    | 120   | Casino                       |
| 1999 | Jaan Kirsipuu        | 187   | Pascal Chanteur     | 119   | Patrice Halgand     | 70    | Française des Jeux           |
| 2000 | Patrice Halgand      | 169   | Laurent Brochard    | 161   | Jaan Kirsipuu       | 122   | Crédit Agricole              |
| 2001 | Laurent Brochard     | 239   | Florent Brard       | 147   | Jaan Kirsipuu       | 126   | Jean Delatour                |
| 2002 | Franck Bouyer        | 136   | Laurent Lefèvre     | 100   | Cédric Vasseur      | 85    | Bonjour                      |
| 2003 | Jaan Kirsipuu        | 122   | Nicolas Vogondy     | 112   | Sylvain Chavanel    | 103   | Brioches La Boulangère       |
| 2004 | Thor Hushovd         | 199   | Pierrick Fédrigo    | 135   | Jérôme Pineau       | 111   | Crédit Agricole              |
| 2005 | Philippe Gilbert     | 162   | Ludovic Turpin      | 108   | Pierrick Fédrigo    | 65    | Française des Jeux           |
| 2006 | Lloyd Mondory        | 119   | Lilian Jegou        | 108   | Jimmy Casper        | 85    | Bouygues Télécom             |
| 2007 | Sébastien Chavanel   | 128   | Rémi Pauriol        | 102   | Yann Huguet         | 95    | Crédit Agricole              |
| 2008 | Jérôme Pineau        | 148   | David Lelay         | 114   | Frédéric Guesdon    | 96    | Française des Jeux           |
| 2009 | Jimmy Casper         | 193   | Romain Feillu       | 100   | Anthony Geslin      | 96    | Française des Jeux           |
| 2010 | Leonardo Duque       | 145   | Florian Vachon      | 144   | Jonathan Hivert     | 130   | Bretagne-Schuller            |
| 2011 | Tony Gallopin        | 139   | Romain Feillu       | 124   | Sylvain Georges     | 93    | Française des Jeux           |
| 2012 | Samuel Dumoulin      | 232   | Julien Simon        | 159   | Laurent Pichon      | 94    | Bretagne-Schuller            |
| 2013 | Samuel Dumoulin      | 155   | Bryan Coquard       | 149   | Anthony Geslin      | 128   | FDJ.fr                       |
| 2014 | Julien Simon         | 194   | Samuel Dumoulin     | 121   | Iauhèn Hutaròvitx   | 118   | Bretagne-Séché Environnement |
| 2015 | Nacer Bouhanni       | 178   | Baptiste Planckaert | 172   | Pierrick Fédrigo    | 151   | Bretagne-Séché Environnement |
| 2016 | Samuel Dumoulin      | 348   | Baptiste Planckaert | 330   | Romain Feillu       | 123   | HP BTP-Auber 93              |
| 2017 | Laurent Pichon       | 228   | Nacer Bouhanni      | 169   | Flavien Dassonville | 101   | Fortuneo-Oscaro              |
| 2018 | Hugo Hofstetter      | 151   | Samuel Dumoulin     | 121   | Christophe Laporte  | 103   | Cofidis                      |
| 2019 | Marc Sarreau         | 211   | Benoît Cosnefroy    | 170   | Andrea Vendrame     | 102   | AG2R La Mondiale             |
| 2020 | Nacer Bouhanni       | 125   | Benoît Cosnefroy    | 085   | Josef Černý         | 064   | AG2R La Mondiale             |
| 2021 | Dorian Godon         | 191   | Elia Viviani        | 175   | Valentin Madouas    | 138   | AG2R Citroën                 |
| 2022 | Julien Simon         | 171   | Amaury Capiot       | 133   | Marc Sarreau        | 129   | TotalEnergies                |
| 2023 | Paul Penhoët         | 166   | Arnaud De Lie       | 135   | Valentin Ferron     | 120   | Cofidis                      |
| 2024 | Benoît Cosnefroy     | 156   | Paul Lapeira        | 153   | Clément Venturini   | 117   | Decathlon-AG2R La Mondiale   |